# Glaubenskirche (Berlin-Lichtenberg)

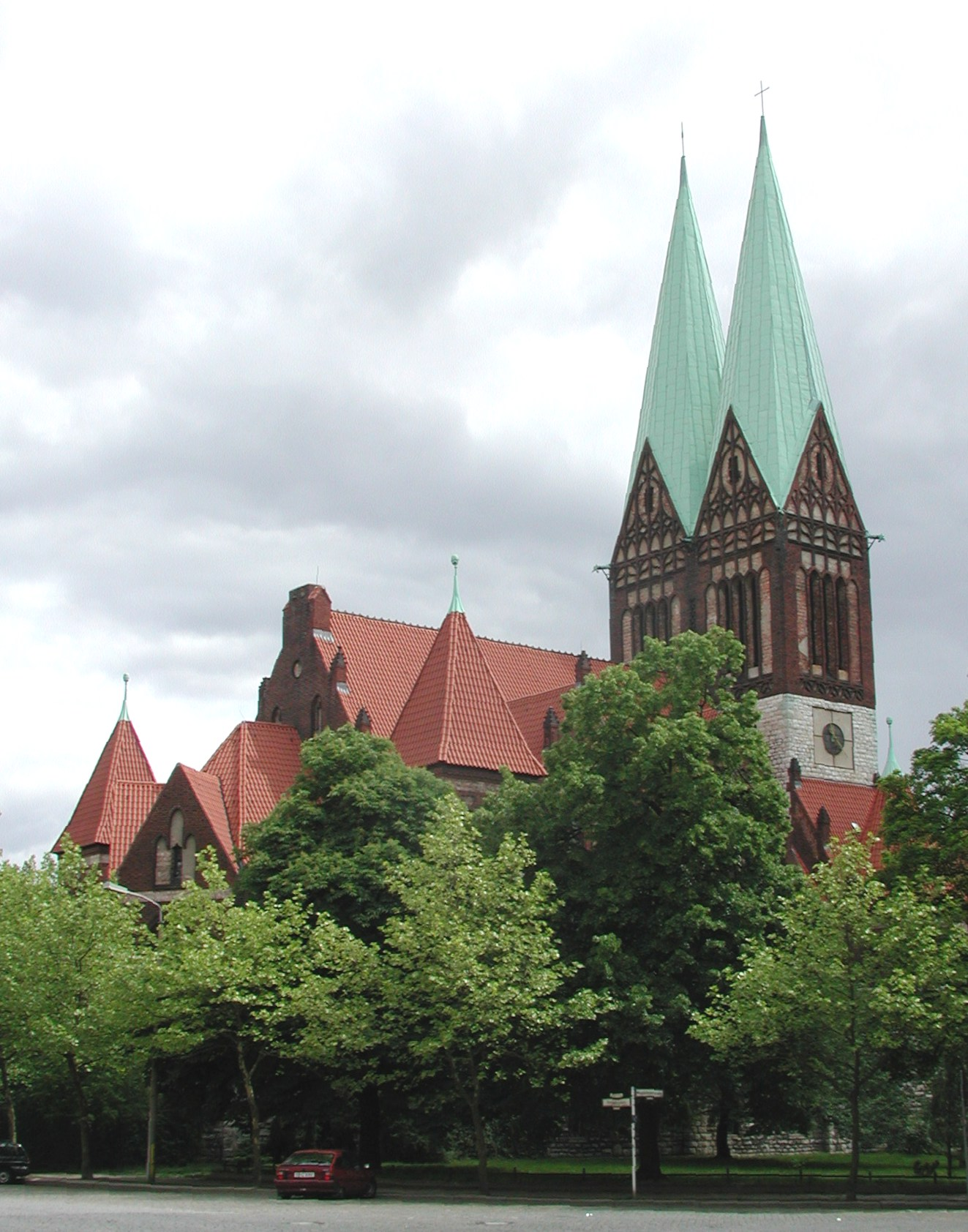
Glaubenskirche auf dem Roedeliusplatz

Die Glaubenskirche im Berliner OrtsteilLichtenberg am heutigen Roedeliusplatz ist eine ehemalige evangelische Kirche, die von 1903 bis 1905 errichtet wurde. Bereits in den 1980er Jahren stellte sie der Ost-Berliner Magistrat unter Denkmalschutz. Seit 1998 befindet sich das Bauwerk im Besitz der Koptischen Kirche, die eine schrittweise Sanierung vornimmt, die Kirche zum koptischen Bischofssitz ausbaut und zu einem ökumenischen Zentrum umgestaltet. Das Gotteshaus erhielt den neuen Namen St.-Antonius- und St.-Shenouda-Kirche.

## Lage
Das fast vollständig symmetrische Kirchengebäude mit den Zwillingstürmen steht in der Mitte des heutigen Roedeliusplatzes (zur Bauzeit: Wagnerplatz), der Altar ist ungewöhnlicherweise nach Norden ausgerichtet. Der Platz wird umgeben von den Straßenzügen Roedeliusplatz (Straße am Amtsgericht), Magdalenenstraße, Normannenstraße und Schottstraße/Alfredstraße.

## Bau der Kirche
Die sprunghaft ansteigenden Einwohnerzahlen der Gemeinde Lichtenberg und damit die wachsende Anzahl Christen (um 1900 werden rund 48.000 Einwohner angegeben) machte den Bau einer großen neuen Kirche neben der bereits vorhandenen Dorfkirche erforderlich. Die Dorfkirche, die zu dieser Zeit weder von den Plätzen in der Kirche noch von den Entfernungen für die Einwohner ausreichend war, nutzte als zusätzlichen Ort für Gottesdienste die Aula einer Schule in der Siegfriedstraße. Kaiserin Auguste Viktoria konnte als prominente Unterstützerin für einen Neubau gewonnen werden, sie überließ das Bauland zum kostenlosen Erbbaurecht und steuerte, zusammen mit einem Kirchenbauverein, 80.000 Mark zu den insgesamt 338.000 Mark (kaufkraftbereinigt in heutiger Währung: rund 2,61 Millionen Euro) hohen Baukosten bei. Der Architekt und Geheime Rat Ludwig von Tiedemann, „der anbauen wollte gegen die kalt berechnende Zeit“, führte einen unentgeltlichen Vorentwurf aus, die Ausführungsplanung stammt von Robert Leibnitz, der auch den Bau von der Grundsteinlegung am 14. Mai 1903 bis zur feierlichen Einweihung am 14. Juni 1905 begleitete. Die Kirchweihe erfolgte durch die Deutsche Kaiserin persönlich, der Bau erhielt den Namen Glaubenskirche. Die Lichtenberger Gemeinde führte, bezugnehmend auf ihre zwei Kirchen, in der Folge den Namen Evangelische Kirchengemeinde der Pfarr- und Glaubenskirche.
Die Ausrichtung der Kirche nach Norden ist ein Zugeständnis der Baumeister an die Bedingungen der Baugenehmigung: Weil in unmittelbarer Nachbarschaft das neue Lichtenberger Königliche Amtsgerichtsgebäude mit einer repräsentativen schlossartigen Fassade geplant war, sollte die Kirche ein statisches und bauliches Gegengewicht bilden. So konnte der Bau erst beginnen, als die Magdalenenstraße um fünf Meter nach Westen verlegt worden war. Eine historische Postkarte zeigt den Wagnerplatz mit Glaubenskirche und Amtsgericht – Lichtenberg-Berlin um 1910.

## Architektur

### Stilelemente des Äußeren
Wie viele Bauten aus der Zeit um 1900 wurde die Glaubenskirche mit mittelalterlichen Elementen im historisierenden Baustil-Mix gestaltet. Durch die Wahl der Materialien und Formen sollte die Illusion eines gotischen Bauwerks auf den Grundmauern eines romanischen Vorgängerbaus entstehen. So ist der Mauerwerksbau im Sockelbereich mit grob behauenem Rüdersdorfer Kalkstein verblendet worden, der das Trutzige romanischer Wehrkirchen ausstrahlt und zudem ein Markenzeichen Tiedemanns ist. Im Bereich der Türme befinden sich dagegen Fensterformen, die eher der Renaissance zuzuordnen sind. Die darüberliegenden Wandflächen erinnern durch die Verwendung von Rathenower Handstrichziegeln an die norddeutsche Backsteingotik, was durch Maßwerkverzierungen, Spitzbogenformen usw. unterstützt wird.
An den Giebeln der Seitenkapellen und an vielen anderen Stellen der Fassade wurde mannigfaltiges Blendmaßwerk eingesetzt. Am Obergeschoss des Glockenturmes wurde die sonst recht kompakt wirkende Fassade durch Klangarkaden aufgelöst.
Der Bezug zum Mittelalter wird vor allem dadurch unterstrichen, dass das damals gebräuchliche Ziegelformat – das Klosterformat – gewählt und für die Dachdeckung das alte Prinzip mit Mönch- und Nonnenziegeln eingesetzt wurde.
Um der Forderung nach einer repräsentativen Schauseite gerecht zu werden, wurden die Giebelflächen und das Turmobergeschoss mit reichlich Blendmaßwerk versehen. Außerdem sind die zwei Portale durch das darüberliegende Schmuckfeld mit einer Maßwerkstruktur besonders hervorgehoben worden.
Im Laufe der Jahre sind die Fassaden teilweise verwittert und der Putz lockerte sich. Die Deutsche Stiftung Denkmalschutz (DSD) fördert die Sanierung bereits seit 2021, wofür in einer ersten Etappe 500.000 Euro bereitgestellt worden waren. Im Jahr 2022 werden weitere Fördergelder der DSD (53.500 Euro) dafür verwendet, die Ost- und Westfassade des Sakralbaus zu erneuern, es werden Maurer- und Putzarbeiten ausgeführt und die Fenster werden instand gesetzt.

### Allgemeines zum Kircheninneren
Die Glaubenskirche ist eine zweischiffige Hallenkirche mit einem auf dem lateinischen Kreuz basierenden Grundriss. Der Innenraum ist in vier Joche gegliedert, wobei er im zweiten und dritten Joch durch den Anbau von Seitenkapellen erweitert wurde, um die Emporen aufnehmen zu können. Durch diese, einem Querschiff ähnlichen, Aufweitungen des Raumes entsteht der Eindruck einer Vierschiffigkeit. Das vierte Joch wird durch einen sogenannten Vier-Sechstel-Chor gebildet, das heißt seine Form ergibt sich aus den vier Seiten eines gleichmäßigen Sechsecks. Den oberen Raumabschluss bilden Netzgewölbe, die nicht gleichförmig sind und nicht ganz regelmäßig ausgeführt wurden. So musste die Reihe der schlanken Sandsteinsäulen in die Mitte des Raumes gesetzt werden, der in der Spitze des dreieckig abschließenden Chores mündet. Quellenangaben zufolge wurde dies so geplant, um dem aus der Bethanienkirche stammenden prachtvollen Schnitzaltar einen angemessenen Platz zu schaffen.
An der Südseite des Baues befindet sich eine Kapelle, die von zwei runden Treppentürmen mit Kegeldächern flankiert wird und ihrerseits den Hauptraum begrenzt. Über diese Türme gelangt man auf die Emporen, mit einer Orgel im südlichen Bereich. Entlang der Außenwände führen schmale Stege zu den Seitenkapellen, in denen sich die Empore für die Zuhörer befindet.
Bis auf geringfügige Änderungen durch die Kopten ist das Kircheninnere weitestgehend im Original erhalten.

### Altar, Chor, Kanzel, Schmuck und Sonstiges
In der Chorapsis steht der oben genannte Altar, der von Seitenkapellen eingerahmt wird, die durch die Zeltdächer der zwei Nordtürme entstehen. Die spitzbogigen Maßwerkfenster der Choraußenwand sind mit farbigen Glasmosaiken gestaltet und zeigen Figuren aus der Bibel.
Der Altaraufsatz ist eine in Eichenholz ausgeführte gotisierende Schnitzarbeit des Wernigeröder Bildhauers Gustav Kuntzsch und stand zuvor in der Bethanienkirche, wo er jedoch das prächtige Mittelfenster verdeckt hatte. Er ist erhalten und wird inzwischen auch von den Kopten genutzt.
Eine deutliche Änderung haben die Kopten durch den Einbau einer Ikonostase vorgenommen, die in Ägypten gefertigt wurde und drei Türen aufweist. Die ikonostatische Wand trennt den Altarraum vom übrigen Kirchenschiff.
Die ebenfalls hölzerne Kanzel wurde 1905 von Gustav Stein angefertigt. Der Kanzelkorb ist zusätzlich mit Kupferreliefs geschmückt. Auch der Taufstein stammt aus der Werkstatt von Gustav Stein.
Als Tribut an die Mode der Zeit wurden bei den Ausstattungselementen wie Kirchenbänke oder Geländer der Emporen Jugendstilelemente eingearbeitet. Bei der Fertigstellung bot die Kirche Platz für 1350 Gläubige. Die ursprünglichen farbigen Wandmalereien, von denen nur noch geringfügige Reste zu entdecken sind, wurden später einfarbig überstrichen.
Original erhalten sind außerdem der Fußboden, das Gestühl und die Emporenbalustraden.

## Kirchturm und Glocken
Der zentrale Kirchturm an der Südfront der Kirche steht auf einem rechteckigen Grundriss, wurde aber im oberen Bereich als Zwillingsturm ausgebildet. Mit den achteckigen Kupferhelmen und einer Höhe von insgesamt 61 Metern ragt er aus der umgebenden Bebauung heraus und ist dadurch weithin sichtbar; er prägt die Wirkung des Ensembles Gotteshaus und Amtsgericht.
Im Turm befindet sich ein dreistimmiges Geläut aus Gussstahl-Glocken, die im Bochumer Verein gegossen worden waren. Eine Inventarliste der Gießerei enthält folgende Angaben: das Ensemble aus Glocken mit Klöppel, Lager, Achsen und Läutehebel kostete in der Herstellung 5726 Mark.
| Glocke   | Schlagton | Gewicht | Durchmesser | Höhe    |
| -------- | --------- | ------- | ----------- | ------- |
| Große    | h         | 2202 kg | 1773 mm     | 1480 mm |
| Mittlere | dis       | 1266 kg | 1430 mm     | 1275 mm |
| Kleine   | fis       | 0783 kg | 1260 mm     | 1120 mm |

## Nutzung

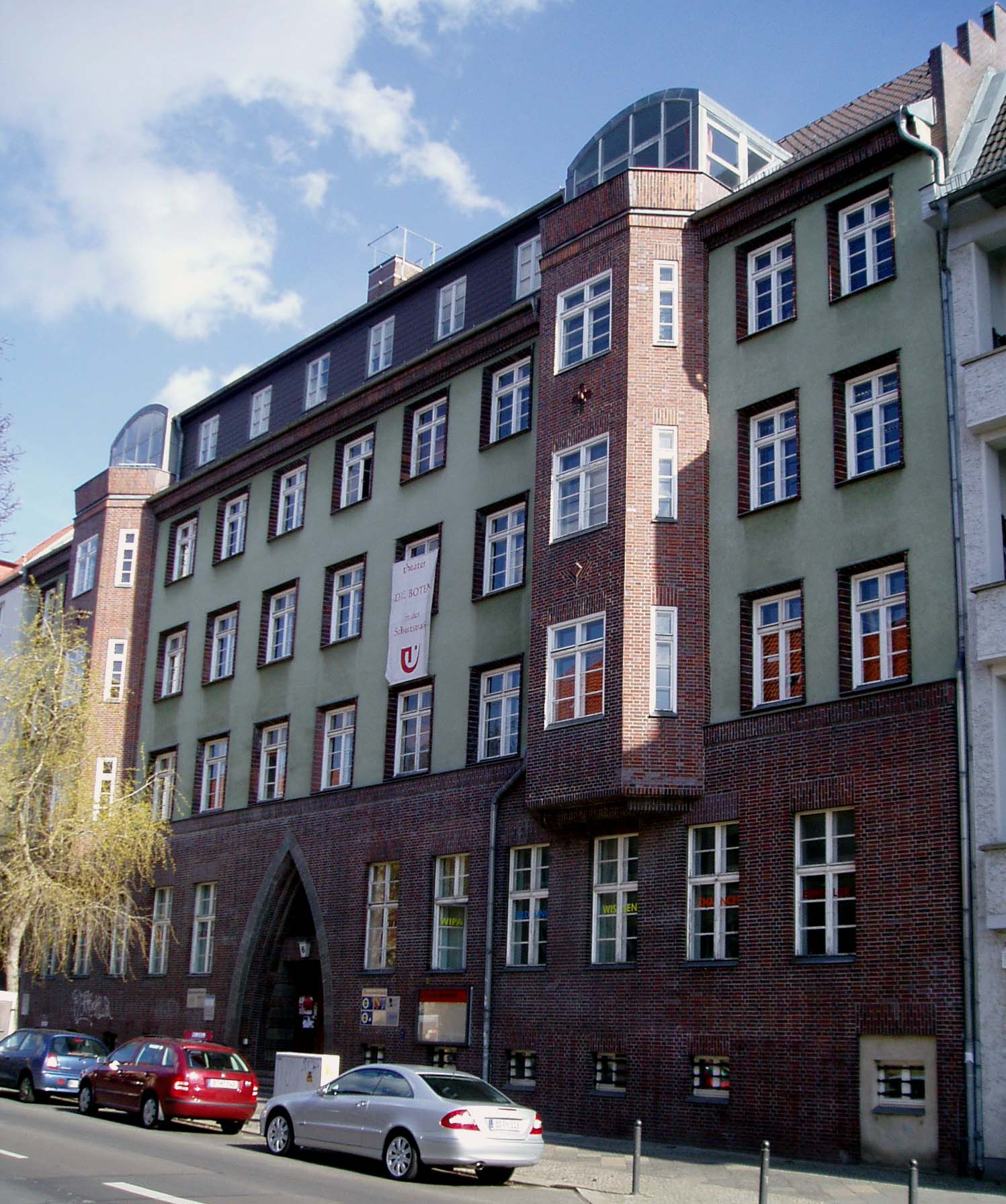
Ehemaliges Pfarr- und Gemeindehaus der Glaubensgemeinde

Aufgrund des schlechten baulichen Zustandes des Gebäudes und der schwindenden Mitgliederzahl der evangelischen Kirchengemeinde wurde die Kirche ab den 1970er Jahren nicht mehr für Gottesdienste genutzt, diese fanden stattdessen wie auch andere kirchliche Veranstaltungen im gegenüberliegenden Gemeindehaus in der Schottstraße 6 statt. Heute wird für die Gemeindegottesdienste ausschließlich die Alte Pfarrkirche Lichtenberg genutzt.
Die Lichtenberger evangelische Gemeinde organisierte in der Kirche zeitweise ein Abendcafé für Wohnungslose und in den Wintermonaten eine Notübernachtung.
Im Jahr 1996 wurde das Kirchengebäude von der koptisch-orthodoxen Gemeinde in Berlin übernommen, die eine von zehn koptischen Gemeinden in ganz Deutschland bildet. Das Gotteshaus soll zu einem koptischen Bischofssitz umgebaut werden, wozu Sanierungen, vor allem im Dachbereich und im Inneren durchgeführt wurden und werden müssen; vieles geschieht in Eigenleistung und bleibt damit finanziell überschaubar. Die Kosten einer Komplettsanierung wurden auf rund 1,5 Millionen Euro geschätzt. Kontinuierlich unterstützt wurden die bisherigen Restaurierungsmaßnahmen von der Deutschen Stiftung Denkmalschutz mit bislang über 460.000 Euro.
In der ehemaligen Taufkapelle finden die Gottesdienste der koptischen Gemeinde statt. Im Jahr 2000 tauften die Kopten ihre Berliner Kirche auf den Namen St. Antonius und St. Shenouda.
Seit 2022 wird die Kirche an jedem Samstag von der ukrainisch-orthodoxen Gemeinde genutzt.

## DDR-Zeit
Die Glaubenskirche stand während der DDR-Zeit im Fokus für die Staatssicherheit (MfS) aufgrund ihrer Nähe zur MfS-Zentrale. Die Stasi sah sich mit der Kirche quasi vor der eigenen Haustür konfrontiert und betrachtete sie als potenzielle Bedrohung.
Da die Kirchen in der DDR eine gewisse Eigenständigkeit gegenüber dem SED-Regime bewahrten, standen sie generell im Fokus der Staatssicherheit. Die Stasi fürchtete, dass der Kirchturm zur Spionage oder Überwachung des MfS genutzt werden könnte. Um diese Bedrohung zu überwachen, hatte die HA II/21 (Spionageabwehr) die Aufgabe, die Glaubenskirche im Auge zu behalten. Sie spionierte die Kirche aus, versuchte, Informationen über die Gemeinde zu sammeln und setzte Mitarbeiter ein, die die Umgebung beobachteten.
Besonders intensiv überwachte die Stasi die Kirche während politischer Strafprozesse gegen DDR-Oppositionelle im gegenüberliegenden Stadtbezirksgericht Lichtenberg. Die Gemeinde unterstützte die Beschuldigten, öffnete ihre Türen für Demonstranten und zeigte Solidarität. Die Stasi dokumentierte diese Vorkommnisse, ohne jedoch direkt einzugreifen.
Auch in der Folgezeit blieb die Glaubenskirche im Fokus der Stasi, die weiterhin „Maßnahmen zur Aufklärung“durchführte. Dazu gehörte die Aktivität der Beobachtergruppe des Führungs-IM „Schönfeldt“ der HA II/21, um den „Personenkreis der Kirchengänger“ genauer zu erfassen.